# Обични гунди
Обични гунди (лат. Ctenodactylus gundi, енгл. Common gundi) је сисар из реда глодара и породице гундија (лат. Ctenodactylidae).

## Распрострањење
Ареал врсте је ограничен на мањи број држава. Врста је присутна у Либији, Алжиру, Мароку и Тунису.

## Станиште
Станиште врсте су пустиње и планине од 230 до 2.900 метара, углавном јужне падине планинског венца Атлас. Врста је присутна на подручју Сахаре у северној Африци.

## Угроженост
Ова врста је наведена као последња брига, јер има широко распрострањење и честа је врста.